# SS Nujoma
Die SS Nujoma ist ein Spezialschiff zur Offshoreförderung von Diamanten. Es wurde am 15. Juni 2017 offiziell in Dienst gestellt.

## Geschichte
Der Baubeginn erfolgte am 19. Mai 2015, der Stapellauf am 9. Januar 2016. Der Rumpf und die Aufbauten entstanden in Polen und wurden nach Norwegen überführt. In der Kleven Verft im norwegischen Ulsteinvik wurde das Schiff fertiggebaut und anschließend in Kapstadt (Südafrika) für die speziellen Aufgaben ausgerüstet. Dort wurde das Schiff mit dem Probenahmesystem mit einem Gewicht von rund 2200 t ausgestattet. Ab dem 22. November 2016 begannen die Probefahrten und Testläufe für das Probenahmesystem, die bis zum 15. Juni 2017, der offiziellen Inbetriebnahme, abgeschlossen wurden.
Das Schiff wurde für Debmarine Namibia, ein Joint-Venture der De-Beers-Gruppe und dem namibischen Staat, gebaut. Debmarine Namibia ist ein Tochterunternehmen der Namdeb Holdings. Der Auftragswert belief sich auf rund 157 Millionen US-Dollar.

## Schiffsbeschreibung
Die SS Nujoma ist rund 113 Meter lang und 22 Meter breit. Heimathafen des unter der Flagge Namibias betriebenen Schiffes ist Lüderitz.
Der Antrieb des Schiffes erfolgt dieselelektrisch. Für die Stromerzeugung stehen fünf Wärtsilä-Dieselmotoren zur Verfügung. Die Motoren des Typs 9L26 mit jeweils 2810 kW Leistung treiben die ABB-Generatoren mit insgesamt rund 14.000 kW an. Außerdem steht ein Cat-Notdiesel  mit rund 500 kW Generatorleistung zur Verfügung an. Weiterhin wurden Caterpillar-Dieselmotoren mit 500 kW Leistung verbaut, die ihrerseits Generatoren zur Stromerzeugung antreiben. Die Propulsion erfolgt über zwei Rolls-Royce-Propellergondeln am Heck des Schiffes. Die Propellergondeln leisten jeweils 2200 kW. Eine dritte, im Rumpf versenkbare Propellergondel (1200 kW Leistung) befindet sich zusätzlich zu zwei Bugstrahlrudern (jeweils 1500 kW Leistung) im Bugbereich des Schiffes.
Das Schiff ist mit einem Helikopterdeck mit 22,2 Metern Durchmesser ausgestattet. Auf dem Deck können Helikopter des Typs Sikorsky S-61 landen. An Bord befinden sich Einrichtungen für 80 Personen.
Namensgeber des Schiffes ist Sam Shafiishuna Nujoma, der Gründungspräsident Namibias.
Das Schiff ist für den Einsatz in 90 bis 150 Meter tiefem Wasser ausgerüstet. Für Unterwasserarbeiten wurde ein Moonpool mit den Abmessungen 9,5 m × 8, 5 m installiert. Für die Suche nach Diamanten nutzt es z. B. Sonar und Echolot sowie AUVs, die vom Schiff aus eingesetzt werden können.